# 增城公主
增城公主（?—?），是中国五代十国南汉创基人烈宗刘隐之女。
乾亨九年（925年），大长和骠信郑仁旻遣使赠送朱鬃白马向南汉求婚，使者自称是郑仁旻的母弟清容布燮、归仁庆侯郑昭淳。郑昭淳赋诗，南汉群臣不能及。高祖刘岩把侄女嫁到云南，第二年（926年），郑仁旻服丹药而死，公主最后在云南去世。